# Aselliscus
Aselliscus (Tate, 1941) è un genere di pipistrelli della famiglia degli Ipposideridi.

## Descrizione

### Dimensioni
Al genere Aselliscus appartengono pipistrelli di piccole dimensioni, con lunghezza della testa e del corpo tra 38 e 45 mm, la lunghezza dell'avambraccio tra 35 e 45 mm, la lunghezza della coda tra 20 e 40 mm e un peso fino a 8 g.

### Caratteristiche craniche e dentarie
Il cranio è stretto, con due rigonfiamenti separati sul rostro e le ossa pre-mascellari divergenti. La coclea è alquanto ingrandita. Gli incisivi sono bicuspidati, piccoli e divergenti, mentre i canini hanno una cuspide secondaria.
Sono caratterizzati dalla seguente formula dentaria:

### Aspetto
La pelliccia è lunga e setosa. Il colore delle parti dorsali varia dal giallo-brunastro al marrone, mentre le parti ventrali possono essere dello stesso colore del corpo o biancastre. Le orecchie sono corte e appuntite. La foglia nasale ha la porzione posteriore tricuspidata e quella anteriore fornita di due o tre fogliette supplementari laterali. Sono privi di sacche ghiandolari dietro la foglia nasale. La coda è lunga e si estende oltre l'uropatagio.

## Distribuzione
Il genere è diffuso in Cina, Indocina, Isole Molucche e dalla Nuova Guinea fino a Vanuatu.

## Tassonomia
Il genere comprende 3 specie.
- Aselliscus dongbacana
- Aselliscus stoliczkanus
- Aselliscus tricuspidatus